# Jakub Krzyżanowski
Jakub Krzyżanowski (Cracovia, 19 de enero de 2006) es un futbolista polaco que juega como defensa en el Torino F. C. de la Serie A.

## Estadísticas

### Clubes
Actualizado al último partido disputado el 25 de julio de 2024.
| Club                     | Div.          | Temporada     | Liga  | Liga  | Copas nacionales | Copas nacionales | Copas internacionales | Copas internacionales | Total | Total |
| Club                     | Div.          | Temporada     | Part. | Goles | Part.            | Goles            | Part.                 | Goles                 | Part. | Goles |
| ------------------------ | ------------- | ------------- | ----- | ----- | ---------------- | ---------------- | --------------------- | --------------------- | ----- | ----- |
| Wisła Cracovia · Polonia | 2.ª           | 2023-24       | 19    | 0     | 2                | 0                | ―                     | ―                     | 21    | 0     |
| Wisła Cracovia · Polonia | 2.ª           | 2024-25       | 0     | 0     | ―                | ―                | 1                     | 0                     | 1     | 0     |
| Wisła Cracovia · Polonia | Total club    | Total club    | 19    | 0     | 2                | 0                | 1                     | 0                     | 22    | 0     |
| Total carrera            | Total carrera | Total carrera | 19    | 0     | 2                | 0                | 1                     | 0                     | 22    | 0     |

## Palmarés

### Títulos nacionales
| Título          | Club           | País    | Año  |
| --------------- | -------------- | ------- | ---- |
| Copa de Polonia | Wisła Cracovia | Polonia | 2024 |